# La casa ai confini della realtà
La casa ai confini della realtà (Paperhouse) è un film del 1988 diretto da Bernard Rose.
Pellicola inglese dark fantasy, basata sul romanzo Marianne Dreams di Catherine Storr. Al film hanno partecipato star come Ben Cross, che interpreta il padre della protagonista, ma anche Glenne Headly e Gemma Jones.

## Trama
Una sera, sofferente per una mononucleosi infettiva, l'undicenne Anna Madden disegna una casa. Una volta andata a letto, vede materializzarsi in sogno i suoi disegni. Ogni notte, ogni cosa che lei disegna prende presto vita in questi sogni febbricitanti. Anna si perde quindi nella solitudine del suo mondo interiore, quando scopre che può venire a contatto con un'altra dimensione. Un giorno decide di aggiungere un volto alla finestra e, durante la visita seguente, trova nella casa un ragazzo disabile di nome Marc. Dalla conversazione del suo dottore si scopre che Marc è una persona reale. La casa si mostra ben presto un incubo, tanto che Marc esprime il desiderio di volersene andare.
Anna disegna suo padre nel foglio in modo tale da aiutarla a portare Marc via da quel posto, ma inavvertitamente gli dà un'espressione arrabbiata che lei poi cancella. Il padre (che è stato via per molto tempo e che aveva avuto problemi del bere, mettendo a dura prova il matrimonio dei genitori di Anna), fatta la sua comparsa nel sogno, appare come un orco cieco e furioso. Anna e Marc riescono a sconfiggere il mostro e poco tempo dopo Anna guarisce, anche se il dottore le rivela che le condizioni di Marc stanno peggiorando.
Intanto, nella realtà, il padre di Anna ritorna in casa ed entrambi i genitori sembrano determinati a superare le loro difficoltà coniugali. La famiglia va in vacanza al mare. Anna, traendo ispirazione dal nuovo ambiente, disegna un faro come rifugio da quella sinistra casa, dove incontra Marc finalmente guarito. L'ultimo suo disegno sarà quello di un elicottero disegnato con lo scopo di condurli via da quel mondo, ma la scala di corda pendente da esso, disegnata pericolosamente troppo vicino all'orlo della scogliera, farà correre ad Anna il rischio di cadere giù dalla rupe. I genitori di Anna arrivano appena in tempo per evitare la tragedia.

## Impatto culturale
- Il video musicale di My Heart Is Broken della rock band statunitense Evanescence[1] è stato basato sulla trama di questo film.[2]